# Netelia maculiventris
Netelia maculiventris är en stekelart som först beskrevs av Kokujev 1915.  Netelia maculiventris ingår i släktet Netelia och familjen brokparasitsteklar. Inga underarter finns listade i Catalogue of Life.